# Moszczanka (województwo lubelskie)
Moszczanka – wieś w Polsce położona w województwie lubelskim, w powiecie ryckim, w gminie Ryki.
W latach 1954–1972 wieś należała i była siedzibą władz gromady Moszczanka. W latach 1975–1998 miejscowość należała administracyjnie do ówczesnego województwa lubelskiego.
Wieś jest sołectwem w gminie Ryki. Według Narodowego Spisu Powszechnego z roku 2011 wieś liczyła 571 mieszkańców.
Historycznie Moszczanka położona jest w Ziemi Stężyckiej w Małopolsce. Geograficznie – leży w południowej części Wysoczyzny Żelechowskiej, w części Niziny Południopodlaskiej.
Miejscowość położona jest u zbiegu dróg krajowych: nr 17 (E372) i 48, stanowi sołectwo gminy Ryki.
W Moszczance funkcjonuje Publiczna Szkoła Podstawowa, która w roku 2007 obchodziła 50-lecie powstania budynku szkoły i 100-lecie szkolnictwa.
Wierni Kościoła rzymskokatolickiego należą do parafii Najświętszego Zbawiciela w Rykach.

## Historia
W wieku XIX Moszczanka stanowiła wieś w ówczesnym powiecie nowoaleksandryjskim, gminie Irena, parafii Bobrowniki. Wieś leży nad rzeczką wpadającą do Wieprza, na samej granicy guberni lubelskiej z powiatem garwolińskim guberni siedleckiej. Była tu stacja pocztowa na szosie warszawsko-lubelskiej, odległa 9 wiorst od Iwangrodu (Dęblina), z którym Moszczankę łączy odnoga drogi bitej wychodząca od szosy lubelskiej. Około 1885 roku stacja ta przeniesiona do wsi Rossosz w powiecie garwolińskim.
Według spisu miast, wsi i osad Królestwa Polskiego z 1827 roku we wsi było 34 domy i 226 mieszkańców. W roku 1885 było tu 24 osady 19. morgowe i 12 osad 9. morgowych oraz młyn wodny. Folwark posiadał 33 morgi rozległości.